# Борисівська волость (Катеринославський повіт)
Борисівська волость — історична адміністративно-територіальна одиниця Катеринославського повіту Катеринославської губернії.
Станом на 1886 рік складалася з 2 поселень, 2 сільських громад. Населення — 2520 осіб (1252 чоловічої статі та 1268 — жіночої), 798 дворових господарств.
|                     | Площа, десятин | У тому числі орної, дес. |
| ------------------- | -------------- | ------------------------ |
| Сільських громад    | 6673           | 4390                     |
| Приватної власності | 37210          | 13886                    |
| Іншої власності     | —              | —                        |
| Загалом             | 39366          | 14892                    |

Поселення волості:
- Борисівка — село при балці Крутенькій та байраці Комли в 90 верстах від повітового міста, 1478 осіб, 252 двори, церква православна, школа, 3 лавки.
- Дмитрівка — село при балці Кам'янці, 1041 осіб, 155 дворів.